# Nguyễn Minh Châu (cầu thủ bóng đá)
Nguyễn Minh Châu (sinh ngày 9 tháng 1 năm 1985 tại Quảng Yên, Quảng Ninh) là một cầu thủ bóng đá Việt Nam. Vị trí của Nguyễn Minh Châu ở CLB Xi măng Hải Phòng và đội tuyển Quốc gia Việt Nam đều là tiền vệ trụ. Nguyễn Minh Châu được xem như cầu thủ có thể lực tốt nhất tuyển Việt Nam với những pha càn quét giữa sân. 

## Cuộc đời
Nguyễn Minh Châu sinh trưởng trong một gia đình có 7 chị em. Anh là út, ở trên là 6 chị gái. Nhà của tiền vệ này ở ngay gần sông (Quảng Yên, Quảng Ninh) nên từ nhỏ, Châu đã bơi rất giỏi và ham mê các môn thể thao. Lớn lên một chút, Châu thể hiện tình yêu của mình với trái bóng tròn. Tốt nghiệp lớp 12, Châu rời quê lên Hải Phòng và tập ở đội trẻ U21.

## Sự nghiệp
Năm 17 tuổi, Nguyễn Minh Châu rời Quảng Ninh sang Hải Phòng tham gia đội trẻ của câu lạc bộ bóng đá Xi măng Hải Phòng. Sau đó Châu lên đội 1 Xi măng Hải Phòng và tham dự giải vô địch bóng đá Việt Nam. Năm 2008, ông Henrique Calisto gọi Châu vào đội tuyển Việt Nam chuẩn bị cho Cúp AFF 2008. Tại giải đấu này, Châu thi đấu thành công, góp phần cùng đội tuyển Việt Nam đoạt chức vô địch.
Năm 2009, Nguyễn Minh Châu vẫn gắn bó với Xi Măng Hải Phòng và trở thành trụ cột của tuyển quốc gia Việt Nam. Vị trí của anh trên sân là đặc biệt quan trọng trong sơ đồ chiến thuật của huấn luyện viên Calisto. Châu chơi thấp nhất trong hàng tiền vệ để giúp các đồng đội phòng thủ, bao vây tốt nhất có thể hàng tấn công của đối thủ. Tuy vậy Châu vẫn rất nhiệt tình phân phối bóng, điều hoà khu vực giữa sân.
Năm 2017, anh giải nghệ vì chấn thương.

## Đời sống cá nhân
Hiện tại Minh Châu đang định cư tại Úc.

## Thành tích
Với đội tuyển Việt Nam
- Vô địch giải vô địch bóng đá Đông Nam Á 2008

Với Xi măng Hải Phòng
- Hạng ba Việt Nam 2008
- Á Quân V-League 2010, 2016
- Vô địch Cúp Quốc Gia 2014
- Á Quân Siêu cúp Quốc Gia 2014
- Á Quân Giải Hạng Nhất 2007